# Кондрат, Емельян Филаретович
Емелья́н Филаре́тович Кондра́т (1911—2002) — советский лётчик-ас истребительной авиации и военачальник, участник гражданской войны в Испании, боёв у озера Хасан, советско-финской войны и Великой Отечественной войны, Герой Советского Союза (1943). Генерал-майор авиации (11.05.1949).

## Молодость
Емельян Кондрат родился 26 июля (8 августа) 1911 года в деревне Косари (ныне — деревня Красные Косары в Мглинском районе Брянской области). Окончил 5 классов сельской школы в 1925 году, затем батрачил в деревнях Косари и Луговка, с апреля 1929 года трудился в крестьянском хозяйстве отца. В январе 1929 года уехал в Крым и работал на машиностроительном заводе в Симферополе, учился в симферопольской школе № 9. После школы работал учеником в акционерном обществе «Установка» в Симферополе и учился на вечернем рабфаке в Симферополе по специальности кузнеца-слесаря, в 1931 году окончил 6-месячные курсы чертёжников в Севастополе. С 1930 года работал кузнецом Севастопольского судостроительного и судоремонтного завода № 201.

## Начало военной службы, участие в боевых действиях
В феврале 1932 года призван на службу в Рабоче-крестьянскую Красную Армию по спецнабору ЦК ВКП(б). В 1933 году окончил 1-ю военную школу пилотов имени А. Ф. Мясникова в Каче. С октября 1933 года служил пилотом и младшим лётчиком в 34-й истребительной авиационной эскадрилье 56-й истребительной авиационной бригады ВВС Украинского военного округа (Житомир). С октября 1936 года по апрель 1937 года участвовал в Гражданской войне в Испании, летал на истребителе И-15. Выполнил около 180 боевых вылетов, в воздушных боях сбил лично 3 самолёта противника (в том числе 1 гидросамолёт) и ещё 3 победы одержал в паре и в группе. За воздушные бои в Испании награждён двумя орденами Красного Знамени.
После возвращения из Испании вернулся в свою 34-ю истребительную авиаэскадрилью, назначен командиром звена. С сентября 1937 года командир отряда в 26-й истребительной авиаэскадрильи также на Украине. Затем был переведён на Дальний Восток, с июня 1938 года служил в 18-м истребительном авиационном полку ВВС Особой Краснознамённой Дальневосточной армии (полк базировался в Хабаровске). В этом полку командовал эскадрильей, в ноябре 1938 года назначен помощником командира полка, с 28 февраля 1939 года — командир полка. В августе 1938 года участвовал в боях против японских войск у озера Хасан, совершил 16 боевых вылетов (воздушные бои в этом конфликте не происходили). В ноябре 1939 года убыл в Москву на учёбу в Военно-воздушную академию РККА имени проф. Н. Е. Жуковского, но учиться пришлось примерно около месяца.
В ноябре 1939 года началась советско-финская война, а в декабре майор Е. Ф. Кондрат был назначен командиром спешно формирующегося 152-го истребительного авиационного полка. Полк на аэродроме Войница в районе Ухты и входил в состав ВВС 9-й армии. В Зимней войне лётчики полка выполнили 1 435 боевых вылетов, потери составили 8 лётчиков. Сам командир майор Кондрат выполнил 51 боевой вылет.
После завершения войны в апреле 1940 года назначен командиром формирующегося 131-го истребительного авиаполка в Запорожье. С полком участвовал в Бессарабским походе РККА в июне-июле 1940 года. В ноябре 1940 года полковник Кондрат всё-таки убыл продлжать обучение в академии. В мае 1941 года он окончил оперативный факультет Военно-воздушной академии РККА имени проф. Н. Е. Жуковского. Тогда же в мае 1941 года назначен инспектором-лётчиком по технике пилотирования Управления ВВС Северо-Кавказского военного округа.

## Великая Отечественная война
С июня того же года — на фронтах Великой Отечественной войны. С сентября 1941 года по февраль 1942 года командовал 274-м истребительным авиационным полком (в феврале 1942 года переименован в 737-й истребительный авиационный полк на Юго-Западном фронте, в ноябре 1941 года полк был переброшен на Калининский фронт.
С февраля 1941 года — старший инспектор Управления ВВС Волховского фронта. С июня 1942 года гвардии полковник Емельян Кондрат командовал 2-м гвардейским истребительным авиаполком 215-й истребительной авиадивизии 14-й воздушной армии Волховского фронта. Лётчики его полка особо отличились во время прорыва блокады Ленинграда. Во время этой операции они совершили 330 боевых вылетов на прикрытие наземных войск и борьбы с немецкой авиацией, приняли участие в общей сложности в 27 воздушных боях, сбив 34 вражеских самолёта при собственных потерях в 11 самолётов. Кондрат 8 раз вылетал в качестве ведущего группы истребителей, лично сбив 5 вражеских самолётов, по другим данным сбил лично 4 самолёта, а по третьим - сбил 5 самолётов лично и 5 в группе.
Указом Президиума Верховного Совета СССР от 1 мая 1943 года за «умелое командование авиационным полком, героизм и мужество, проявленные в боях с немецкими захватчиками» гвардии полковник Емельян Кондрат был удостоен звания Героя Советского Союза с вручением ордена Ленина и медали «Золотая Звезда» за номером 3780.
С июня 1943 года Кондрат командовал 249-й истребительной авиадивизией 9-й воздушной армии Дальневосточного фронта. В июне 1945 года освобождён от должности командира дивизии, но оставлен в распоряжении командующего 9-й воздушной армией и участвовал в советско-японской войне в августе 1945 года.
В литературе часто указывается, что на всех войнах он совершил 308 боевых вылетов, принял участие в 77 воздушных боях, сбив 16 вражеских самолётов. Но документально эти данные не подтверждаются.

## Послевоенная служба
После окончания войны Е. Ф. Кондрат продолжал службу в ВВС СССР. С июня 1946 по декабрь 1949 года — заместитель командира 11-й гвардейской истребительной авиационной дивизии (2-я воздушная армия, Центральная группа войск). В 1951 году окончил Высшую военную академию имени К. Е. Ворошилова. С декабря 1951 года — заместитель командира 54-го истребительного авиационного корпуса (30-я воздушная армия, Прибалтийский военный округ). С апреля 1954 года находился в командировке в Китайской Народной Республике, будучи старшим военным советником командующего ВВС военного округа. С января 1958 года Е. Ф. Кондрат был заместителем начальника Киевского высшего военного инженерно-авиационного училища по оперативно-тактической и строевой подготовке. В апреле-ноябре 1961 года служил заместителем начальника по материально-техническому обеспечению Центрального НИИ ВВС, но затем вновь возвращён на прежнюю должность в училище. За время службы освоил 18 типов самолётов, имел налёт свыше 2 000 часов. В январе 1968 года генерал-майор авиации Е. Ф. Кондрат был уволен в запас.
Проживал в Киеве. Автор мемуаров. Умер 16 августа 2002 года, похоронен на Байковом кладбище Киева.

## Воинские звания
- лейтенант (28.05.1936)
- старший лейтенант (17.04.1937)
- майор (04.11.1938, внеочередное, минуя звание «капитан»)
- полковник (31.03.1940)
- генерал-майор авиации (11.05.1949)

## Награды
- Медаль «Золотая Звезда» Героя Советского Союза (01.05.1943);
- Орден Ленина (01.05.1943);
- пять орденов Красного Знамени (02.01.1937, 04.07.1937, 21.05.1940, 13.06.1952, 22.02.1968);
- орден Отечественной войны 1-й степени (11.03.1985);
- орден Красной Звезды (30.04.1947);
- медаль «За боевые заслуги» (03.11.1944);
- медаль «За оборону Ленинграда» (1945)[10];
- другие медали СССР[5].

## Память
Бюст Е. Ф. Кондрата установлен во Мглине.

## Мемуары
- Кондрат Е. Ф. Достался нам век неспокойный. — М.: ДОСААФ, 1978.
- Кондрат Е. Ф. Ради жизни на Земле... // В сборнике «Вместе с патриотами Испании.» — 3-е изд., доп. и перераб. — Киев, 1986.